# Lithospermum helleri
Lithospermum helleri là loài thực vật có hoa trong họ Mồ hôi. Loài này được (Small) J. Cohen mô tả khoa học đầu tiên năm 2009.